# Болюх Кірілл Сергійович
Кірі́лл Сергі́йович Бо́люх (нар. 12 березня 2007) — український стрибун у воду, неодноразовий чемпіон Європи.

## Кар'єра
З 2022 року потрапив до основного складу національної збірної України. Почав виступати з Олексієм Середою в синхронних стрибках з вишки. Парі вдалося посісти четверте місце на чемпіонаті світу та стати срібними призерами чемпіонату Європи.

## Результати
| Рік  | Змагання                               | Місце проведення   | Синхронна вишка 10 м | Синхронна вишка 10 м | Синхронна вишка 10 м, мікст | Синхронна вишка 10 м, мікст | Команді змагання | Команді змагання |
| Рік  | Змагання                               | Місце проведення   | Результат            | Місце                | Результат                   | Місце                       | Результат        | Місце            |
| ---- | -------------------------------------- | ------------------ | -------------------- | -------------------- | --------------------------- | --------------------------- | ---------------- | ---------------- |
| 2021 | Показові командні змагання FINA        | Абу-Дабі, ОАЕ      | Н/Д                  | Н/Д                  | Н/Д                         | Н/Д                         | 322.15           | 9                |
| 2022 | Чемпіонат світу                        | Будапешт, Угорщина | 396.27               | 4                    | Н/Д                         | Н/Д                         | Н/Д              | Н/Д              |
| 2022 | Чемпіонат Європи з водних видів спорту | Рим, Італія        | 388.02               | 2                    | Н/Д                         | Н/Д                         | 399.05           | 2                |
| 2023 | Кубок світу FINA                       | Сіань, Китай       | 395.01               | 3                    | Н/Д                         | Н/Д                         | Н/Д              | Н/Д              |
| 2023 | Кубок світу FINA                       | Монрель, Канада    | 412.74               | 2                    | Н/Д                         | Н/Д                         | Н/Д              | Н/Д              |
| 2023 | Європейські ігри                       | Краків, Польща     | 398.70               | 1                    | 322.68                      | 1                           | Н/Д              | Н/Д              |
| 2023 | Чемпіонат світу                        | Фукуока, Японія    | 439.32               | 2                    | 295.44                      | 4                           | Н/Д              | Н/Д              |
| 2023 | Фінал Кубку світу FINA                 | Берлін, Німеччина  | 401.70               | 4                    | Н/Д                         | Н/Д                         | Н/Д              | Н/Д              |
| 2024 | Чемпіонат світу                        | Доха, Катар        | 406.47               | 3                    | Н/Д                         | Н/Д                         | Н/Д              | Н/Д              |

## Державні нагороди
- Орден «За заслуги» III ст. (7 вересня 2023) — за досягнення високих спортивних результатів на ІІІ Європейських іграх у м.Кракові (Республіка Польща), виявлені самовідданість та волю до перемоги, піднесення міжнародного авторитету України.[5]